# 第四次大马士革农村省攻势
第四次大马士革农村省攻势（2013年3月至8月）是叙利亚内战当中叙政府军在2013年3月末在大马士革农村省发动的一场攻势。

## 战斗进展

### 政府军向古塔东部的推进
2013年3月末。政府军在奥太巴镇（Otaiba）开辟了一条新的战线，试图转移反对派的关注方向并从后方攻击古塔东部的反对派武装。
4月7日，政府军在大马士革东部发动一场攻势。阿拉伯叙利亚通讯社声称政府军成功包围了反对派占领的古塔东部地区。反对派声称这一地区政府军猛烈的攻势已经从3月中旬持续至今。一名反对派指挥官证实通往古塔的北部入口已经被包围。一名反对派活动人士声称政府军从大马士革国际机场方向向古塔东部发动了一次以坦克为先导的进攻。
4月15日，至少20人在大马士革北部和东部的空袭和火箭弹轰击中丧生。据报道反对派在Qaboun和Barzeh社区加强了实力以使得遭到化学武器攻击的风险降到最低，并且想通过与叙利亚政府军展开近距离城市巷战来使得政府军遭受更大损失。
4月18日，枪手在Mazzeh区的一座餐馆刺杀了Ali Ballan。他是叙利亚社会事务部的一名负责公共关系的领导，也是叙利亚救济部门的一名成员。
4月20日，政府军开始试图完全控制位于大马士革西南的Jdaidet al-Fadl镇。69人在战斗中丧生，其中大部分是反对派武装。战斗还影响到了临近的Jdeidit Artouz镇，该镇主要居住的是基督徒。

### 贾岱迪-艾费德和奥太巴的陷落
4月21日，叙政府军攻占了贾岱迪-艾费德，反对派宣称此时已经发生了大屠杀。叙利亚人权观察组织报道在该地5天前的开始的战斗中有250人被杀，而其中127人（其中27人为反对派武装）身份可以确认。另一个反对派组织声称有450人被杀。一名活动人士说在大街上他清点出98具尸体，而在临时诊所有86人被草草处决。叙利亚全国协调委员会报道在战斗中有483人丧生，其中大约300人是平民，150人为反对派武装分子。叙政府军宣称在战斗中有190名反对派武装被击毙，还宣称他们在镇内发现了一个集体坟墓，反对派用它掩埋他们战死的同伙以及被他们杀害的政府军和支持政府的平民。
4月24日，政府军在经过37天的战斗之后攻占了奥太巴镇。政府军的这一胜利对反对派来说是一次重大挫折，因为该镇是进入古塔东部的门户，而且是反对派在大马士革地区主要的（如果不是唯一的话）武器补给路线。一名反对派武装分子预计古塔东部地区的村庄会一座接着一座地陷落，而且战斗将会变成一场消耗战。在战斗中，来自奥太巴镇的反对派向该地区的其他伊斯兰武装组织请求增援，但他们的请求没有得到任何回应，这些组织正在争夺武器和影响。反对派声称他们准备不惜任何代价的夺回该镇。

### 对约巴和巴泽区的进攻
4月26日，政府军继续攻势，向大马士革的约巴（Jobar）和巴泽（Barzeh）区推进，在这两个区有反对派频繁活动。虽然政府军在空军和重炮的火力支援下推进，但还是遭到了反对派顽强抵抗。反对派在相邻的的加本区（Qaboun）的据点也遭到了迫击炮和火箭炮的炮击。而政府军对位于德拉雅附近的反对派据点Moadamiyet al-Sham的包围也因为反对派食品短缺以及政府军日复一日的炮击下日趋收紧。
4月27日，反对派使用步兵和车辆对奥太巴进行反攻。据报道虽然大部分战斗时发生在该镇外围以及叙利亚陆军军事基地塞卡（Saiqa）兵营，但该镇还是遭到了空袭。
4月28日，政府军连续第三天进攻巴泽区，该地区爆发了激烈交战。
4月29日，大马士革国际机场外围发生激烈交火。根据安全部队的消息，战斗发生在通往机场的高速公路上，持续了1个小时。在马兹赫区（Mazzeh），总理瓦埃勒·纳德尔·哈勒吉在针对他车队的自杀式汽车炸弹袭击中生还。

### 政府军继续进攻
5月1日，根据叙利亚人权观察组织报道，在大马士革农村省的al-Ebada镇、al-Maliha镇和Qaysa镇发生了战斗。
5月2日，政府军攻占了古塔东部的Qaysa镇。多位反对派的活动人士警告称现在各个派别的反对派必須团结一致。“如果各个派别的反对派武装不能在一面旗帜下战斗，政府军会一个派别一个派别的击败反对派。”
5月4日至6日，战斗在大马士革各地及其郊区打响。据报道在雅爾矛克巴勒斯坦难民营、Drosha镇和Khan al-Sheikh军营也爆发了冲突，政府军正在试图夺取这些地区。冲突还在Beit Sahm镇、Thiyabiya镇、Sayyeda Zeinab镇和Huseiniya军营爆发。在Derkhabiya al-Buweida和Barzeh社区也发生了战斗。虽然在经过两天战斗之后Dorsha外围仍有战斗持续，但根据叙利亚人权观察组织的报道，政府军开始从该地区撤走部分部队。叙政府军声称已经夺取了古塔地区东部的al-Abbada和Ghraika两个镇，但这则报道没有得到独立证据的证实。
5月8日，在针对大马士革南部的炮击中，反对派恐怖组织胜利阵线的首領阿布·穆罕默德·約拉尼受伤。
5月9日，叙政府军攻占了Jarba镇。同一天，政府军控制的賈拉馬納镇遭到迫击炮炮击。
在随后几天，在大马士革的巴泽和约巴，战斗仍在持续，一名反对派指挥官在与当地亲政府武装组织的交战中丧生。在Qaysa再次有报道称发生了战斗。

### 反对派的反攻
5月14日，多个反对派武装派别，其中包括胜利阵线，暂时联合起来接受统一领导并发动了一场代号Al Furqaan的行动。据称这次行动的目标是试图夺回奥太巴镇并试图重新打通通往大马士革和古塔地区的补给线，如果他们夺回奥太巴镇，他们计划向大马士革国际机场继续推进。叙利亚人权观察组织声称反对派武装在奥太巴镇附近交战。
5月15日，反对派声称他们已经夺回了Qaysa镇。但是，在6月初，据报道该镇仍在政府军控制之下。有报道称政府军夺取了Harran Al-Awamid和Abadeh。

### 新的政府军攻势
5月27日，据报道在古塔地区东部黎巴嫩真主党投入到了针对反对派的战斗。在与古塔相邻的Al-Murj地区真主党武装分子夺取了9座城镇。反对派活动人士声称数千名真主党成员在大马士革国际机场附近的空军情报中心接受训练。
5月28日，政府军发动了一次针对大马士革巴泽区的重要行动。在从北边、东边和东南面发动进攻后，政府军在该区推进了400米。这次行动的目的是孤立加本区附近的反对派控制区。据报道政府军推进到了大马士革東面的Adra镇。横扫了反对派的控制区并切断了更多的反对派补给线。政府军计划在西面继续推进，使得位于推进的政府军和大马士革内政府军控制区之间的反对派武装屈服。
5月30日，古塔东部的反对派陷入包围并请求更多的援兵与援助，因为他们害怕政府军“准备执行更多的屠杀”。第二天，领导位于贝鲁特的中东政治学术研究中心的黎巴嫩退役将领Hisham Jaber声称政府军在攻势中已经清除了大马士革周边80%的地区。
6月2日，在大马士革约巴区双方的冲突中，一所警察局附近发生了一次汽车炸弹袭击，9名警察丧生。 在靠近叙黎边境的黎巴嫩小镇Ain el-Jaouze，真主党的武装分子袭击了一伙反对派武装。当时这伙武装分子准备向黎巴嫩贝卡谷地的什叶派聚居区发射火箭弹。冲突中14到17名反对派武装和1名真主党武装分子丧生。
6月4日，叙利亚国家电视台报道称政府军已经将反对派从约巴区清除出去。政府军在数百名真主党武装的支援下，试图攻入Madhamiya区。反对派活动人士声称在战斗中两名真主党武装分子，其中包括一名战地指挥官丧生。在德拉雅地区越来越多的政府军被投入战斗。
6月11日，在东古塔的al-Marj地区的一次政府军伏击中，反对派遭受重大损失，27人被击毙。当时他们正携带补给试图穿过政府军的封锁线。还有7名反对派下落不明。
6月15日，叙利亚国家电视台报道政府军已经攻占了大马士革市郊的Ahmadiyeh镇，该镇是东古塔地区的一部分。一名反对派的指挥官证实在该地区战斗在一天前已经打响。还有消息声称政府军攻占了临近的Khamissiyeh镇的一部分地区。
6月16日，在Mazzeh军用机场附近的一处政府军检查站发生了一起严重的汽车炸弹袭击，导致10名士兵丧生，10名士兵受伤。

### 争夺市郊的战斗
6月18日，政府军发动了一场行动试图攻占大马士革加本区的反对派控制区。直到6月22日，反对派仍成功抵挡着政府军的进攻。政府军还试图攻占巴泽区，在该地政府军的攻势遭到了反对派的顽强抵抗。
6月19日，据报道，政府军在向Zayabiyeh村推进，试图占领Zayabiyeh和Babila这两座村庄，而这两个村庄遭到了政府军的炮击。政府军和真主党武装分子在Zayabiyeh村的霍梅尼（Khomeini）医院附近与反对派发生交战。Zayabiyeh村位于大马士革郊区正南面，临近什叶派的Sayyidah Zaynab清真寺。叙利亚国家电视台声称政府军成功占领了薩伊達澤納布附近的al-Bahdaliya社区，而反对派声称占领了霍梅尼医院。
6月20日，政府军在东古塔地区的Al-Murj地区缓慢而稳固的进展，在该地攻占了多座城镇，并且在薩伊達澤納布地区取得进展。反对派证实在东古塔地区他们仍陷入包围且无处可逃。
在之后的几周，黎巴嫩真主党和来自伊拉克的什叶派民兵武装攻占了Bahdaliyeh和Hay al Shamalneh地区。这两个地区位于通往大马士革东南通道上。
6月25日，针对加本区的进攻持续到了第6天。政府军还在大马士革另一个区及其外围发动了一场攻势。根据叙利亚人权观察组织的报道：“政府军正試图攻占加本、巴泽、约巴、哈迦、阿萨瓦德和雅爾穆克。”他们还说：“政府军没有能力攻占所有这些地区，反对派正在还击。但是当地的人道主义形式糟糕透了。”反对派害怕失去通往大马士革的武器补给线，这会沉重打击他们试图夺取大马士革的努力。到了6月27日，根据叙利亚人权观察组织的报道，政府军攻占了巴泽区的一部分。
7月6日，政府军占领了加本区的工业区。工业区被占领后，加本区被政府军包围而反对派通往Harasta镇的交通线被截断。政府军的T-72坦克包围了这个区，部署在大马士革市中心高地的炮兵炮击了加本区长达一周的时间。
7月13日，政府军攻占了加本区的al-A'mri清真寺。
7月14日，一名政府军军官声称政府军攻占了约巴区60%的地方。记者被带往被政府军攻占的地区实地参观，这些地区都遭受了严重破坏。在政府军夺取al-A'mri清真寺并解救寺中的200余人之后，在该寺附近战斗仍在持续。
7月15日，在攻破反对派防线之后，政府军在坦克和火炮的支援下攻入加本区。反对派活动人士声称叙利亚共和国卫队在公共场所扣押了数百人以阻止反对派攻击共和国卫队。 The next day, rebels sent reinforcements to the district.

### 之后的战斗
7月21日，政府军在大马士革东北的阿德拉镇伏击了一伙反对派武装，49名反对派被击毙。一名指挥这次伏击的共和国卫队高级指挥官也在战斗中丧生。
7月26日，一名亲政府的巴勒斯坦官员声称在反对派控制的雅尔穆克难民营的战斗中政府方面的巴勒斯坦民兵也被投入战斗，该难民营三分之一的地区被占领。两天之后，反对派声称已经攻占了连接约巴和加本的高速公路。
8月6日，在数百名隶属于“人民委员会（popular committees）”的德鲁兹派民兵上交了他们的武器并撤出他们位于加马纳Jarmana区的阵地之后，政府军方面可能发生了一次哗变事件。这次大规模的擅离职守事件即有可能是由于一名德鲁兹派民兵领导人被逮捕，导致民兵们领不到薪水，也有可能是民兵们不希望他们的地盘被政府军用来发动对东古塔地区的炮击。
第二天，政府军在阿德拉镇附近的另一次伏击中击毙了62名反对派武装，另有8名反对派下落不明。
8月10日，叙政府军进攻了al-Ghazlaniya镇，多座建筑遭到突袭。

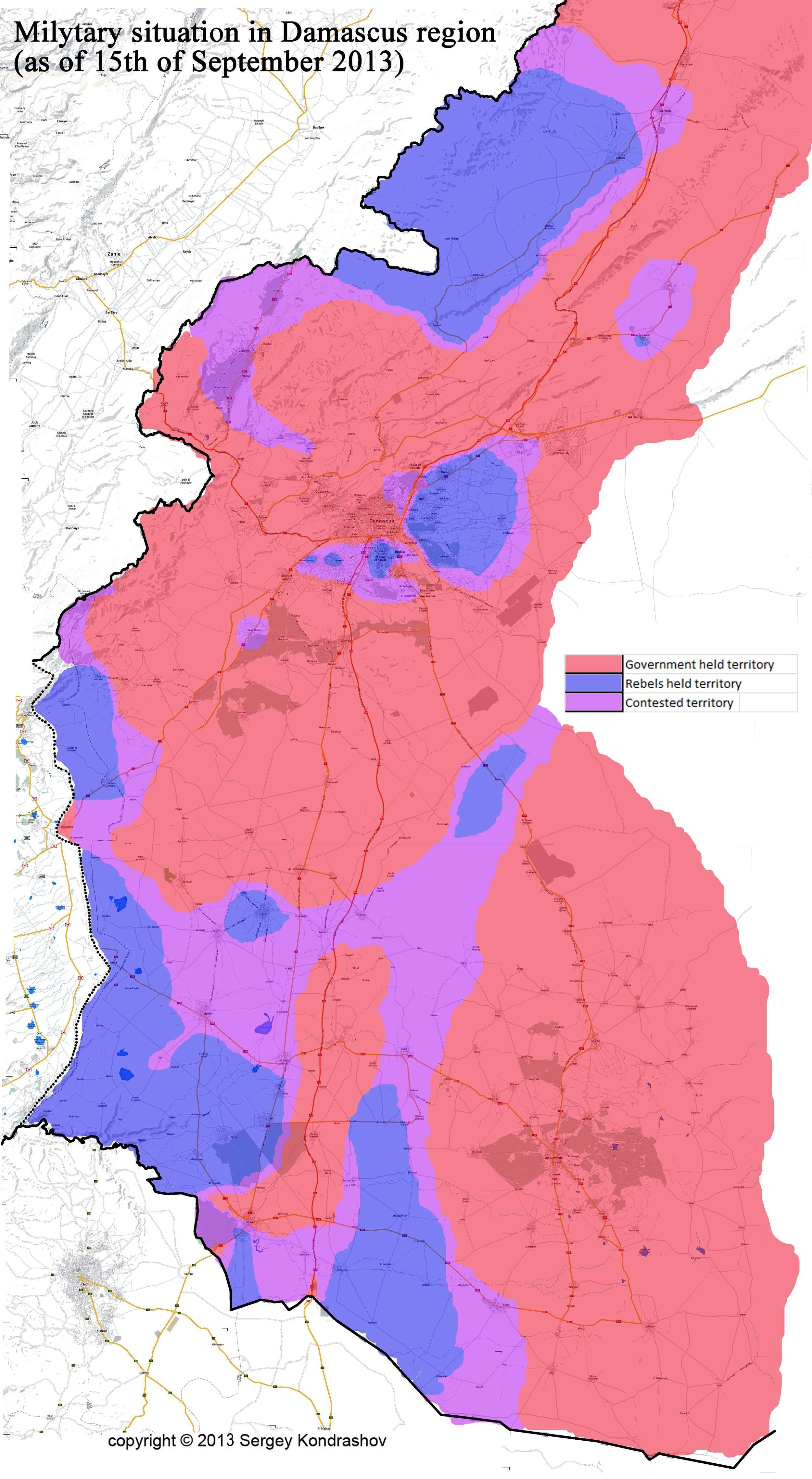
2013年9月局势图

8月16日，大马士革东南的Mleha区遭到政府军迫击炮炮击，至少14名平民丧生，其中4人是儿童。当天夜里政府军发动了轰炸。根据叙利亚人权观察组织的说法，政府军试图将这场持续多月的攻势带入大马士革市郊以清除作为反对派后方基地的区域。

### 古塔毒气攻击事件
8月21日，数百人，包括平民和反对派宣称在古塔地区发生了一次疑似化学袭击事件。估计死亡人数范围从355人到1429人。
8月22日，根据叙利亚反对派的说法，叙利亚政府军针对大马士革农村省的反对派据点发动了一场新的攻势。政府军攻入了Erbine、Harasta、Jobar、Zamalka和Ain Tarma，但是没有完全控制任何地区，但他们控制了一些战略要点。

## 后续的政府军新攻势
在2013年古塔地区化武袭击事件后，叙利亚政府受到西方介入叙利亚内战的威胁。叙利亚政府军在9月初重新部署了部队。
9月1日，46名反对派在针对位于大马士革东北Rouhaiba的政府军据点的攻击中被击毙。这场战斗在黎明打响，持续了一整天。在战斗中政府军空袭了Rouhaiba而战斗也蔓延到了小镇外围。第二天，政府军在一个月里第三次在阿德拉镇伏击了反对派武装，击毙了29人。
9月3日，叙利亚自由军的武装分子突袭了卡拉蒙山区的一处政府军据点。
9月6日，政府军发动了一次攻势企图夺回Mouadamiyat al-Sham镇。9月8日，根据叙利亚人权观察组织报道，在Mouadamiyat al-Sham北部战斗仍在持续。
9月10日，在叙政府认定西方干预内战的威胁过去之后，政府军对反对派武装的据点（主要是那些位于大马士革南部郊区的）发动了一场新的攻势。